# Pädagogische Hochschule Ruhr
Die Pädagogische Hochschule Ruhr (kurz PH Ruhr) war eine Hochschuleinrichtung zur Ausbildung von Lehrern mit mehreren Standorten, die zum Teil zeitweise den Status von „Abteilungen“ der PH Ruhr hatten. Einige der Hochschulen unter dem Dach der PH Ruhr waren konfessionell (evangelisch bzw. katholisch) geprägt.

## Geschichte
Als gemeinsame Einrichtung des Ruhrgebiets bestand die Hochschule von 1965 bis 1980. Die Pädagogischen Hochschulen in Nordrhein-Westfalen wurden nach dem Zweiten Weltkrieg gegründet, um eine universitäre Ausbildung der Volksschullehrer zu gewährleisten. Schon im Preußen der Weimarer Republik gab es Pädagogische Akademien, die Vorläufer der Pädagogischen Hochschule Ruhr waren.
Zur Pädagogischen Hochschule Ruhr zählten folgende Einrichtungen:
- Die Pädagogische Hochschule Dortmund wurde 1929 gegründet, 1933 in Hochschule für Lehrerbildung und 1941 in Lehrerbildungsanstalt umbenannt. 1946 wurde sie als Pädagogische Akademie Dortmund neu gegründet, 1962 in eine Pädagogische Hochschule umgewandelt und 1965 als Abteilung Dortmund in die PH Ruhr integriert. In Dortmund existierte zugleich eine Abteilung für Heilpädagogik. 1980 wurde die PH Dortmund in die Universität Dortmund eingegliedert.
- Die evangelische Pädagogische Hochschule Kettwig/Duisburg wurde am 13. März 1946 gegründet. Seit 1962 führt sie die Bezeichnung Pädagogische Hochschule und wurde 1965 Teil der PH Ruhr. 1968 wurde die Akademie aus Kettwig, ab 1975 Stadtteil von Essen, in einen Neubau nach Duisburg verlagert und erhielt den Namen Pädagogische Hochschule Ruhr, Abteilung Duisburg. Sie wurde 1972 Teil der Universität Duisburg.
- Die Pädagogische Hochschule Essen wurde am 29. Januar 1946 als katholische Einrichtung zur Lehrerausbildung gegründet. 1965 wurde sie Teil der PH Ruhr, 1972 wurde sie an die Gesamthochschule Essen angegliedert.
- Die Pädagogische Hochschule Hagen wurde 1963 neu gegründet und 1965 wurde Teil der PH Ruhr. 1980 wurde sie in die Universität Dortmund eingegliedert.
- Die Pädagogische Hochschule Ruhr, Abteilung Hamm wurde 1965 als Abteilung der PH Ruhr gegründet und 1980 in die Universität Dortmund eingegliedert.